# Таканедзава

36°37′52″ пн. ш. 139°59′12″ сх. д. / 36.63111° пн. ш. 139.98667° сх. д.
Таканедза́ва (яп. 高根沢町, たかねざわまち, МФА: [takaned͡zawa mat͡ɕi̥]) — містечко в Японії, в повіті Сіоя префектури Тотіґі. Станом на 1 жовтня 2008 площа містечка становила 70,90 км². Станом на 1 січня 2009 населення містечка становило 30 904 осіб.